# Alexej Innokenťjevič Antonov
Alexej Innokent'jevič Antonov (rusky: Aлексей Iннокентьевич Aнтонов) (15. září 1896 Grodno – 18. června 1962 Moskva) byl sovětský generál, člen komunistické strany.
Téměř celou vojenskou kariéru strávil ve štábech. V druhé polovině druhé světové války se vypracoval na faktického šéfa generálního štábu Rudé armády. Ve vysokých vojenských funkcích zůstal do konce života.

## Mládí
Narodil se 15. září 1896 v běloruském městě Grodno do rodiny velitele 26. dělostřelecké brigády. V roce 1915 absolvoval gymnázium, krátce studoval na matematicko-fyzikální fakultě Petrohradské univerzity. Poté pracoval jako dělník. V září 1916 byl odveden do armády, dosáhl hodnosti praporčíka. V květnu 1918 byl demobilizován. Pracoval v zásobovacím výboru Petrohradu.
Od dubna 1919 opět sloužil v armádě.

## Vojevůdce
Mezi válkami pracoval ve štábech, pomalu stoupal ve funkcích. Nadřízenými i spolupracovníky byl vždy hodnocen kladně, jako výborný, dobře připravený důstojník.
První rok války působil jako náčelník štábů frontů na jihu. V prosinci 1942 ho Vasilevskij vytáhl do generálního štábu. Zde se úspěšně prosadil svým talentem, pracovitostí a přesností. Jeho jasná a otevřená hlášení i schopnost hájit své názory před Stalinem mu zajistila pevné místo v sovětské vojenské špičce. Spolu s podřízenými generály z operační správy Štemenkem, Gryzlovem a Lomovem měl rozhodující podíl na plánování všech sovětských ofenzív počínaje jarem 1943. Náčelník generálního štábu Vasilevskij trávil většinu času na frontě, proto Antonov jako jeho první zástupce fakticky generální štáb vedl. V roce 1945 se náčelníkem generálního štábu stal i formálně. Za svůj podíl na vítězství byl oceněn mnoha řády. Zcela výjimečně dostal i nejvyšší vojenské vyznamenání - Řád vítězství, jako jediný štábní generál a jediný nositel nejmenovaný maršálem.
Zúčastnil se jaltské konference. V rámci poválečné reorganizace armády byl přeložen do Zakavkazského vojenského okruhu. Zde se stal prvním zástupcem velitele okruhu maršála Tolbuchina, po Tolbuchinově smrti jeho nástupcem. V roce 1954 se vrátil do Moskvy jako první zástupce náčelníka generálního štábu, kterým zůstal až do konce života.

## Vojenská kariéra

### Občanská válka a mezi válkami
- 11. dubna 1919 - odveden do Rudé armády.
- Duben-červen 1919 - pomocník náčelníka štábu 1. moskevské proletářské divize Již. frontu
- Červen 1919 - srpen 1928 - náčelník štábu 45. brigády 15.Inzenské střelecké divize, náčelník operační části 15. Inzenské (od 13.11.1920 Sivašské) střelecké divize.
- Srpen 1928 - březen 1931 - studium na Vojenské akademii M. V. Frunze.
- Březen 1931 - říjen 1934 - náčelník štábu 46. střelelecké divize.
- Listopad 1932 - květen 1933 - studium na Vojenské akademii M. V. Frunze.
- Říjen 1934 - srpen 1935 - náčelník štábu divize mogilev-jampolského opevněného rajonu.
- Srpen 1935 - říjen 1936 - náčelník operačního oddělení štábu Charkovského vojenského okruhu.
- Říjen 1936 - červen 1937 - studium na Akademii gen. štábu.
- červen 1937 - červen 1938 - náčelník štábu Moskevského vojenského okruhu.
- červen 1938 - březen 1941 - učitel na Vojenské akademii M. V. Frunze.
- 16. března - 24. června 1941 - zástupce náčelníka štábu Kyjevského zvláštního vojenského okruhu.

### Druhá světová válka
- 24. června - 27. srpna 1941 - náčelník štábu Kyjevského zvláštního vojenského okruhu.
- 27. srpna 1941 - 28. července 1942 - náčelník štábu Jižního frontu.
- 28. července - 3. září 1942 - náčelník štábu Severokavkazského frontu.
- 3. září - 22. listopadu 1942 - náčelník štábu Černomořské skupiny vojsk.
- 22. listopadu - 14. prosince 1942 - náčelník štábu Zakavkazského frontu.
- 14. prosince 1942 - 20. května 1943 - náčelník Operační správy generálního štábu a zástupce náčelníka generálního štábu.
- 20. května 1943 - 4. února 1945 - 1. zástupce náčelníka generálního štábu.
- 4. února 1945 - 25. března 1946 - náčelník generálního štábu.
- 17. února - září 1945 - člen Hlavního stanu vrchního velitele.

### Poválečné období
- 25. března 1946 - 1948 - 1. zástupce náčelníka generálního štábu.
- 1948 - prosinec 1949 - 1. zástupce velitele Zakavkazského vojenského okruhu.
- prosinec 1950 - duben 1954 - velitel Zakavkazského vojenského okruhu.
- duben 1954 - 18. června 1962 - 1. zástupce náčelníka generálního štábu.
- květen 1955 - 18. června 1962 - náčelník štábu Spojených ozbrojených sil států Varšavské smlouvy a generální sekretář politického konzultativního výboru států Varšavské smlouvy.

## Hodnosti
- 2. prosince 1935 - plukovník
- 16. července 1937 - velitel brigády
- 4. června 1940 - generálmajor
- 27. prosince 1941 - generálporučík
- 4. dubna 1943 - generálplukovník
- 27. srpna 1943 - armádní generál

## Řády a vyznamenání
Ruské:
- Řád svaté Anny IV. stupně s nápisem "za chrabrost" (1917).

Sovětské:
- 3x Leninův řád,
- Řád vítězství,
- 4x Řád rudého praporu,
- 2x Řád Suvorova I. stupně,
- Řád Kutuzova I. stupně,
- Řád Vlastenecké války I. stupně,
- a řada medailí.

## Politická činnost
- poslanec Nejvyššího sovětu SSSR 2. - 6. volebního období.
- člen VKS(b)-KSSS od 1928.
- člen ÚV KS Gruzie v první polovině 50. let.

## Rodina
Antonov byl dvakrát ženatý.
- 1926 - Marie Dmitrijevna Teljukova (zemřela 1955).
- 1956 - Olga Vasiljevna Lepešinská (1916– 2008), baletka, národní umělec SSSR.